# 大腿四頭筋腱

人体の右膝関節靱帯の図式。大腿四頭筋腱（quadriceps tendon）は上部に位置する

大腿四頭筋腱（だいたいしとうきんけん、英語: quadriceps tendon）は、大腿四頭筋の末端腱。
大腿四頭筋を構成する4種類の筋肉、大腿直筋・外側広筋・内側広筋・中間広筋は全て膝蓋骨を介して脛部に付着しており、大腿四頭筋の腱は膝蓋靱帯になる。膝関節の伸筋である大腿四頭筋は膝蓋骨の上端部に取り付けられており、膝蓋骨靱帯でその下の脛部に接続されている。
大腿四頭筋腱は部分的、もしくは完全に断裂してしまうことがしばしば見られる。腱が完全に断裂してしまうと膝蓋骨の一部も大腿四頭筋腱と一緒に折れてしまうことが多い。膝の機能を取り戻すためには手術が必要になる場合が大半である。